# Demonax diversefasciatus
Demonax diversefasciatus är en skalbaggsart som beskrevs av Maurice Pic 1920. Demonax diversefasciatus ingår i släktet Demonax och familjen långhorningar.
Artens utbredningsområde är Laos. Inga underarter finns listade i Catalogue of Life.